# Dobroslav Paraga
Dobroslav Paraga (ur. 9 grudnia 1960 w Zagrzebiu) – chorwacki polityk; założyciel Chorwackiej Partii Praw 1861.
W 1980, jeszcze jako student uniwersytetu w Zagrzebiu został zatrzymany przez milicję za udział w akcji zbierania podpisów pod petycją, zawierającą żądanie uwolnienia więźniów politycznych. Po zwolnieniu z więzienia przystąpił do tworzenia skrajnie nacjonalistycznej partii o nazwie Chorwacka Partia Prawa (chorw. Hrvatska Stranka Prava), nawiązującej do ideologii ruchu Ustaszy.
W listopadzie 1991 Paraga został aresztowany, oficjalnie pod zarzutem defraudacji i nadużyć. Bardziej prawdopodobną przyczyną jego aresztowania było publiczne krytykowanie władz Chorwacji za porzucenie Vukovaru. Po uwolnieniu Paraga domagał się odtworzenia historycznej Chorwacji, w granicach średniowiecznych, ale nie zyskał większego poparcia społecznego. W wyniku konfliktu we władzach partii Paraga został z niej w 1995 usunięty i założył nowe ugrupowanie polityczne o nazwie Chorwacka partia praw 1861.